# Philodromus bilineatus
Philodromus bilineatus là một loài nhện trong họ Philodromidae.
Loài này thuộc chi Philodromus. Philodromus bilineatus được Elizabeth Bangs Bryant miêu tả năm 1933.